# Clayton (Oklahoma)
Clayton é uma cidade  localizada no estado norte-americano de Oklahoma, no Condado de Pushmataha.

## Demografia
Segundo o censo norte-americano de 2000, a sua população era de 719 habitantes.
Em 2006, foi estimada uma população de 722, um aumento de 3 (0.4%).

## Geografia
De acordo com o United States Census Bureau tem uma área de
4,4 km², dos quais 4,4 km² cobertos por terra e 0,0 km² cobertos por água. Clayton localiza-se a aproximadamente 185 m acima do nível do mar.

## Localidades na vizinhança
O diagrama seguinte representa as localidades num raio de 36 km ao redor de Clayton.